# L'Esclave blanche (film)
Pour les articles homonymes, voir L'Esclave blanche (homonymie).
Pour plus de détails, voir Fiche technique et Distribution.
L'Esclave blanche est un film d'aventures français, réalisé par Marc Sorkin, sorti en 1939.

## Synopsis
Un diplomate turc revient dans son pays avec sa jeune épouse française, Mireille, qui apprend à connaitre le pays de son mari. Pleine d'illusions, elle découvre la Turquie et, rapidement, toutes les règles contraignantes qu'une femme doit respecter. Fâcheusement, sa maladresse lui attire l'antipathie du sultan. Elle va tout faire pour bousculer les règles sociales strictes et la place de la femme soumise et cachée.

## Fiche technique
- Titre : L'Esclave blanche
- Réalisateur : Marc Sorkin assisté de Jacqueline Audry	et André Michel
- Supervision de la réalisation : Georg Wilhelm Pabst
- Scénario : Lilo Dammert, Léo Lania (en), Ákos Tolnay (it) (auteur), Steve Passeur
- Décors : Andrej Andrejew et Guy de Gastyne
- Costumes : Marcel Escoffier et Jacques Manuel
- Photographie : Michel Kelber
- Son : Robert Teisseire
- Montage : Louisette Hautecoeur
- Musique : Maurice Jaubert et Paul Dessau (non crédité)
- Cadreur : Marcel Weiss
- Photographe de plateau : Roger Forster
- Producteur : Romain Pinès
- Société de production : Lucia Film
- Pays d'origine :  France
- Langue de tournage : français
- Format : Son mono - Noir et blanc - 35 mm - 1,37:1
- Genre : Comédie dramatique
- Durée : 98 minutes
- Date de sortie : 18 février 1939

## Distribution
- Viviane Romance : Mireille, l'épouse française d'un diplomate turc qui suit son mari dans son pays d'origine
- John Lodge : Vedad Bey, son mari, un diplomate occidentalisé qui retourne au pays
- Mila Parély : Tarkine
- Marcel Dalio : le sultan Soliman, qui persécute Vedad Bey et Mireille
- Saturnin Fabre : Djemal Pacha
- Marcel Lupovici : Mourad
- Roger Blin : Maïr
- Louise Carletti : Sheila
- Sylvie : Safète, la mère
- Paulette Pax : l'amie de Safète
- Joe Alex : Ali
- Nicolas Amato : un voyageur
- Jean Brochard : le chef électricien
- Albert Brouett : un conseiller
- Hugues de Bagratide : un fonctionnaire
- Marcel Duhamel : l'électricien
- Claire Gérard : une visiteuse
- Léon Larive : un fonctionnaire
- Odette Talazac : la mère de Soliman